# サリー・ワイル
サリー・ワイル（Saly Weil 1897年 - 1976年）は、スイス出身の料理人。
横浜、ホテルニューグランドの初代総料理長として来日し、約20年間にわたり日本に本場ヨーロッパのレシピや技術を伝え、日本の西洋料理の発展に寄与した。スイスへ帰国してからは日本からの留学生の受け入れに尽力し、日本から留学した留学生達からは「スイス・パパ」と慕われた。

## 来歴
スイス・ベルンに住む父マックス、母ユージェニーの間に、姉が一人、妹が二人居る長男として生まれる。家はユダヤ系の家系であった。
ローザンヌのホテル学校を卒業後、1912年にベルンのナショナルホテルで料理人としてのキャリアをスタートさせ、その後は1923年オランダ・ラハイエで初めて料理長となり、フランス・ルーアン、サン・マロ、スイス・ラインフェルデン、フランス・ヴィムルーなど、オランダ、スイス、フランスなどのヨーロッパ各地のレストランを修業して回る。この間にオランダ船でコックを務めていたこともあり、アフリカ、トルコ、モロッコ、パレスチナ、ギリシャなどの地中海料理にも見識を得た。1927年に横浜ホテルニューグランドの開業にあたり、欧州視察にあたった土井慶吉のめがねに適ったスイス人初代支配人、アルフォンゾ・デュナンの推薦により、パリのホテルから招聘されて来日した。

## 料理の特徴

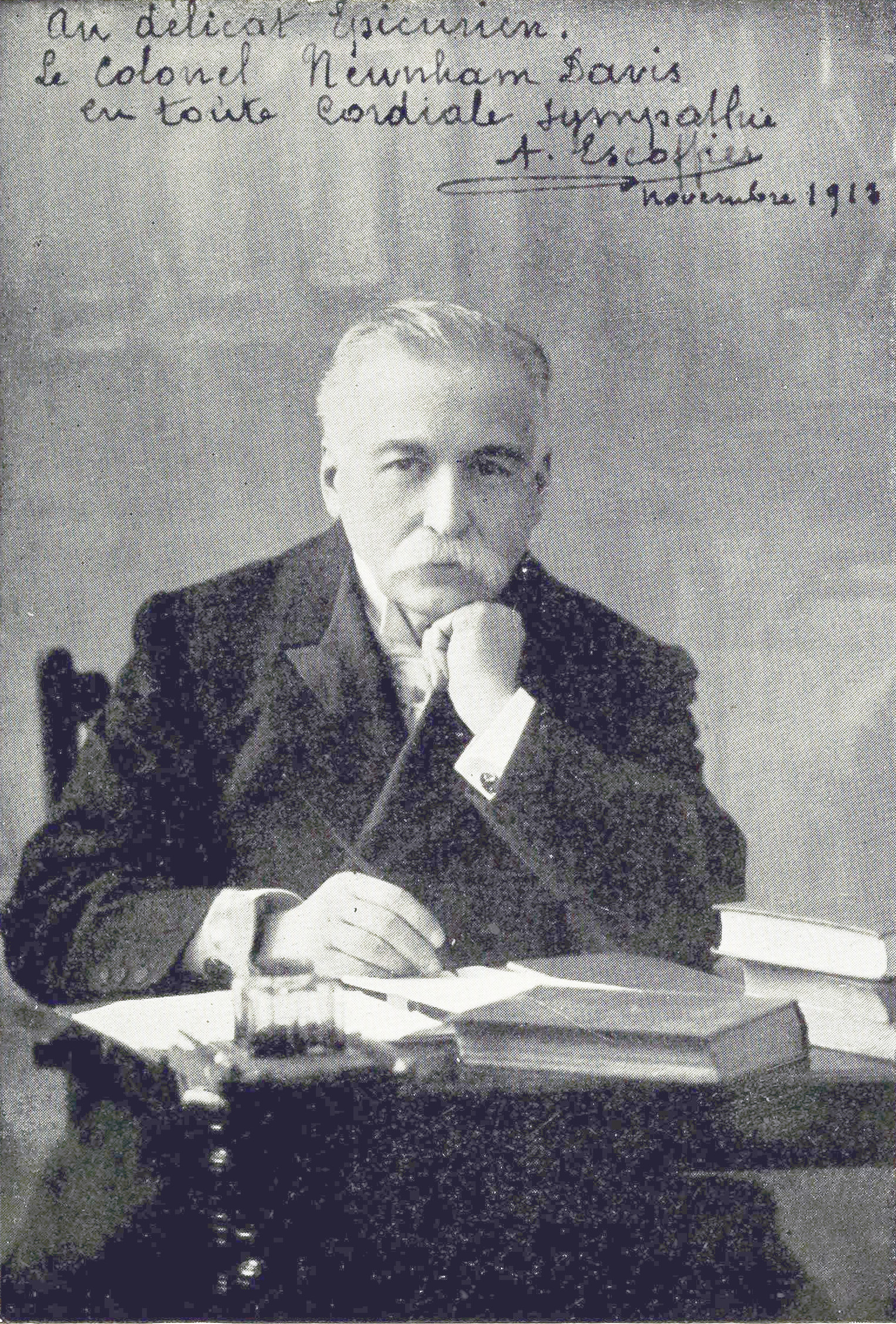
オーギュスト・エスコフィエ

ワイルは、20世紀初頭のフランス料理界を席巻していた、オーギュスト・エスコフィエの料理に傾倒していたといわれる。エスコフィエは近代フランス料理の完成者と評される存在であり、コース料理の基本を定め、それ以降のフランス料理の格式を確固たるものとさせた。ワイルはエスコフィエの提唱したフランス料理をベースに、子羊のクリーム煮（スイス料理）、パスタやピカタ（イタリア料理）、ウィーン・シュニッツェル（オーストリア料理）、ハンガリアン・グーラッシュ（ハンガリー料理）、スカッチ・ハギス（スコットランド料理）、ハンブルク風ステーキ（ドイツ料理）、ビーフ・ストロガノフ（ロシア料理）、ローストビーフ（イギリス料理）といった料理を出していたという記録や証言もあり、十代から二十代の修業時代をヨーロッパを転々として技術を培った経験からヨーロッパ各国の郷土料理に長じていたといわれる。
日本では、秋山徳蔵など、単身渡仏してエスコフィエから料理を直接学ぶ者はいたものの、秋山は帰国後に皇室の料理番となったため一般にその技術は伝播しておらず、町場のレストランではエビフライ、メンチカツ、ビーフステーキ、ポークカツレツといった、所謂洋食とされる料理がコースで提供されるばかりで本場ヨーロッパの料理が市井で提供される時代ではなかった。一方、日本のホテルの最高峰である帝国ホテルでも、本場フランスの技術が導入されるのは、1928年に石渡文治郎が渡仏してエスコフィエに師事し、帰国して第八代総料理長となる1929年以降なので、ワイルは当時の日本の料理界において先進的な存在であった。

## ニューグランド時代

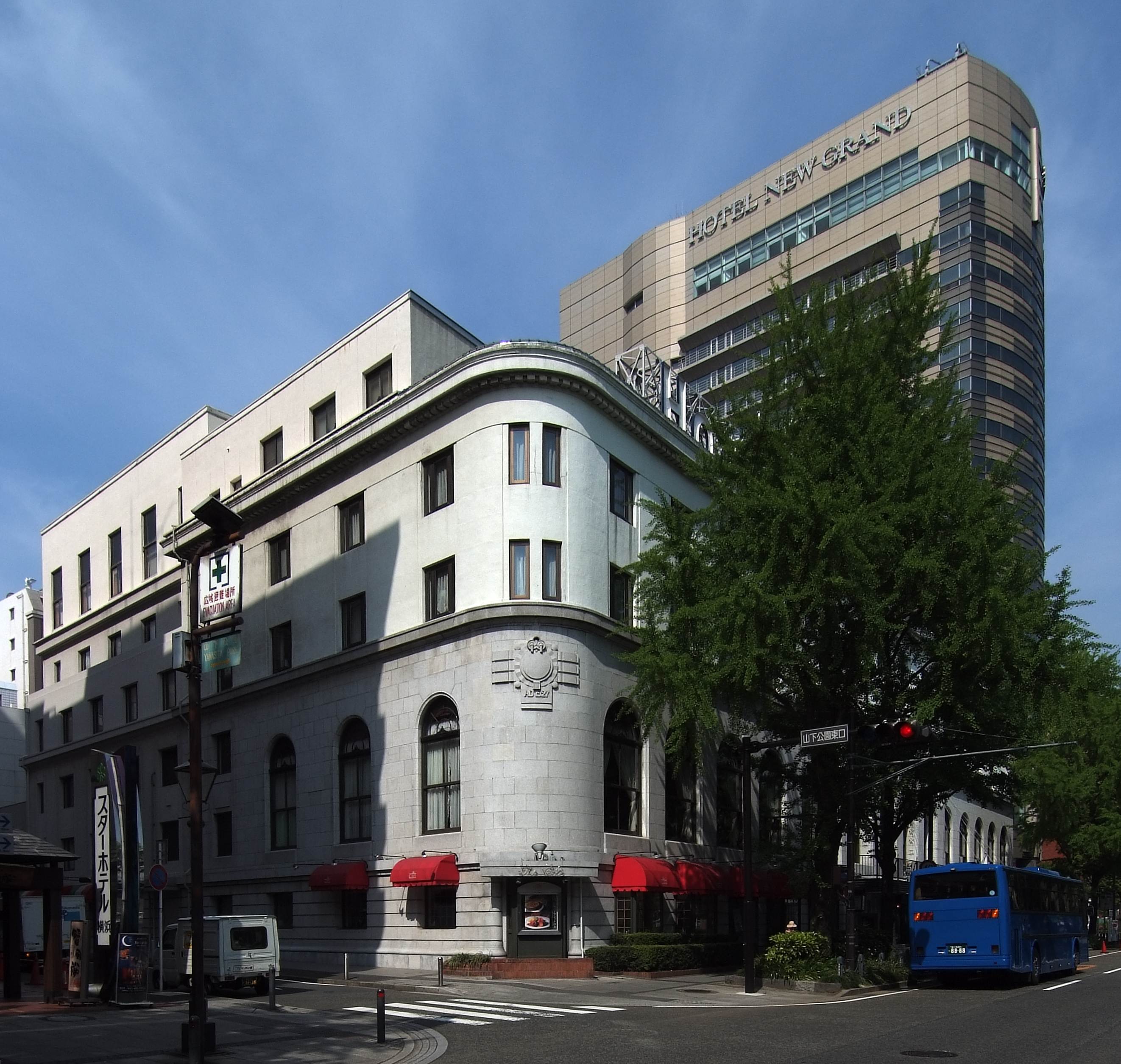
2009年のホテルニューグランド

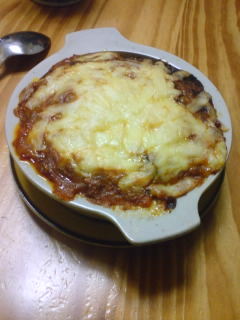
ドリア。ただし、ニューグランドのドリアは当時も現在もチーズはのせられていない。

ワイルは1927年10月29日、ニューグランドの開業一ヵ月ほど前に横浜港より入国し、調理場の中だけでなくホテルの施設の面からも影響を及ぼしている。それ以前の日本のホテルのレストランはヨーロッパの貴族文化に倣ったテーブルマナーやドレスコードに厳しく大仰なもので、気軽に楽しむといったものではなかった。提供される料理もコースとして予め定められたものが提供されるばかりであったことから、ダイニングと別にコートを身に着けたまま、あるいはネクタイを着用することなく、お酒を楽しみながら食事をとれるようなグリルを設置し、一品料理から注文を受けた。「どんなにいい料理を作っても、サービスの態度一つで美味しくも不味くもなる」と考え、時にはコックコートのまま自ら客席に赴き、接客し、注文や客の要望を受けるなど、ゲストが楽しめる空間を演出した。今日ではよく見られる、ローストビーフをシェフが客席を回って手切りしてサーブするスタイルは、ワイルが初めて行った。当時のグリルのメニューには「料理長はメニュー以外のどんな料理の注文にも応じます」と書かれていたとされ、ある来客が「体調が優れないからのど越しの良いもの」をリクエストしたところ、ワイルが即興で創作したものがベースとなってドリアが誕生した。ワイルが作った当時のドリアは今日でもニューグランドの名物料理となっている。
さらにワイルは、自分の技術を秘匿し、一つのセクションだけでチーフとなっていく日本の厨房のしきたりを廃し、全ての調理技術を公開し、一人のコックが全てのセクションを覚えるローテーション制を導入したために、多くの優れたコックが育った。当時の日本で西洋料理を理解するには料理の原書を読む必要があり、それには語学が大切だと言い、コック達に語学学校に通うことを奨励したので、ニューグランドでは見習いコックであっても語学学校に通う日は厨房の仕込みや掃除も免除された。これは、丁稚奉公的なしきたりの強い当時のレストランの厨房では考えられないほど革新的なことだった。ワイル自身は、ドイツ語、フランス語を得意とし、英語と日本語も多少話すことができた。
ニューグランドでは、メイン・ダイニングの他にグリルルームと二つのレストランがあり、東京にもニューグランドの支店を出していたため、ワイルは各店舗を回ってはメニューを指示し、味の確認をしては客席に顔を出すなど非常に多忙だったという。そのため、メイン・ダイニングは内海藤太郎や荒田勇作、グリルは山本政孝、東京ニューグランドにはワイルと同じくスイスから来日していたアーンスト・ローエンベルゲルや戸村誠蔵などそれぞれの部署に料理長を置き、メニューはワイルが書くものの、厨房の調理作業は彼らに委ねられていた。
当時のワイルの料理を味わった著名人には、1929年5月2日に来日したイギリス国王ジョージ五世の第三王子、グロスター公ヘンリー王子、1931年1月に来日したアメリカ人俳優ダグラス・フェアバンクス、1932年5月に来日したチャールズ・チャップリン、1934年日米親善試合で来日したベーブ・ルースなどが挙げられる。大佛次郎は1931年から約10年に渡ってホテルニューグランドの318号室を定宿として執筆活動を行っていた。
ニューグランドはこの他にも1929年7月に軽井沢、雲場池の畔に軽井沢ニューグランドロッヂ、同年11月に山中湖畔に富士ニューグランドと富士ニューグランドロッヂを開業、ワイルはこれらのレストランの総責任者となった。当時のワイルの月給は弟子たちが25円、一般の大卒会社員が50円程度であった時代に700円。その資金を利用してニューグランド裏手にあったセンターホテルを買収し、一時期はオーナーシェフとしても活躍したが、大陸での日本を取り巻く情勢悪化や、日独伊防共協定が締結されるなど世界情勢は暗雲立ち込めるものとなり、2年後には経営から撤退を余儀なくされている。

## 第二次大戦中
戦時中の日本にあっては外国人は防諜と身辺保護の名目のもと、敵国人、非敵国人を問わず、特定地域への移住が進められ、神奈川県では箱根がこれに充てられ、大使館や公使館、商社などが移住させられた。また、長野県軽井沢も特定地域に指定され、ワイルは1944年3月27日、外国人の避暑地として栄えた軽井沢の別荘をあてがわれ、横浜市中区山下町87から長野県軽井沢720へ移住させられている。そこでワイルは国際赤十字代表団に所属し、食料品の購買を担当していた。しかし、戦時中の日本における食糧調達は困難を極め、配給制であっても遅延や欠乏が常態化していた。農地を持たない疎開民は物資を買い付けるために佐久や小布施まで赴かねばならず、運よく手に入れた物資が露見しては没収されることも間々あった。くわえて軽井沢の別荘は夏を快適にすごせるよう設計されていたために、厳しい冬の寒さにも耐えなければならなかった。

## 帰国から再来日
終戦後解放されたが、ホテルはGHQに接収されたため職場への復帰は叶わず、スイスに帰国した。
1953年、かつてワイルの部下であった馬場久が当時勤めていた日活ホテル社長、堀久作より欧米への7か月の研修旅行を与えられ、その途中にスイス、ベルンでワイルと再会。終戦の失意と共に日本を離れていたワイルは弟子たちやホテルニューグランドの近況を気にかけており、訪日への願いを聞いた馬場は帰国後、ワイルの招聘の為に奔走。その結果、ワイルは1956年9月30日の深夜羽田空港に到着、150名あまりの歓迎と共に再来日を果たした。10月2日には日比谷日活会館6階のメインダイニングで盛大なレセプションパーティーが開かれ、3日は横浜市平沼市長とともに三渓園へ原社長を表敬訪問、4日から5日はTBSのテレビ番組でブイヤベース・ア・ラ・マルセイエーズを実演し、5日の午後は国際クッキングスクール主催の歓迎会に参加した。10月6日には国際調理技術技師技術協会会長を務める荒田勇作の主催で、京橋公会堂にてワイルの料理講習会が催された。7日午後は自由が丘の洋菓子店を視察したのち椿山荘で会食。8日は平沼横浜市長と再び会い、手土産に掛け軸を受け取り、夜は在日スイス人の主催する会食ですき焼きを楽しむ。9日は富友会主催の晩餐会で馬場、荒田、今川金松、斎藤文次郎、高石鍈之助らと食事をとり、乱立していた日本の調理師の協会がまとまる事が日本人調理師の成長の為に望ましいと提言した。10日は日活の撮影所を訪れ、石原裕次郎、芦川いづみ、森雅之らと記念撮影をしている。11日は五反田で共に働いた弟子たちと夕食を食べ、12日に羽田空港から大阪へと出発した。
伊丹空港に降り立つと一路辻徳光の経営する日本割烹学校へ赴き、2年前に副校長である辻勲がベルンで開催された世界芸術料理コンクールに参加した際に受賞した金賞を称え、ベルン料理長団体の名誉会員バッジを贈った。13日、辻勲の案内で京都を訪れ、桂離宮、清水寺、三十三間堂などを観光し、夜には京都府調理師会首脳らと会食。14日、大阪ニューグランドの縁故者らと会食、夕方からは辻勲の運転で大阪北極星の主人、北橋の招待会が吉兆で行われる。15日、関西司厨士校友会主催の昼食会が料亭つるやで行われ、再び辻勲の運転で西宮、甲陽園はり半の店主乾の歓迎会に赴く。16日は前日に注文しておいた材料を使って乾にゲシナツルと振舞い、午後は辻夫妻とともに奈良、春日大社などを観光した。17日、神戸オリエンタルホテルを訪問し、大阪会館割烹学校神戸分校の講習生100名の前でスイスの話と料理指導を行い、夜は神戸の料亭三つ輪割烹学園平田校長の晩餐会に招待される。18日、午前９時大阪駅発の急行列車で広島へ移動し、広島原爆慰霊塔に献花した。19日は宮島を観光し、その後新広島ホテルの調理場を借りて中国司厨士協会の幹部、料理研究者にスイス料理を披露する。その日の深夜、夜行列車で福岡へ向かい、20日午前9時、博多駅に到着。日活ホテルで昼食後、新聞記者団の会見を受け、夜には西日本司厨士協会主催の晩餐会。21日の昼、日活ホテル重役関係者の宴会があり、料理を頼まれたことから、鳥のグラン・リュとトマトスープを披露する。その後、博多板付空港から飛行機に乗り、伊丹空港では辻勲夫妻と最後の別れを交わし、午後8時前に羽田空港に到着。
22日、長旅の疲れをいやすため熱海富士屋ホテルへ向かう。23日、今度は宮ノ下の富士屋ホテルへ行き、昼は旧御用邸の菊華荘ですき焼きを食べ、3時にはホテルを出発し、小田原から列車で横浜へ移動。24日、午後から日本テレビ「味覚のしおり」に出演するため、東京日本テレビへ行き、ツィゴイネル・ステーキとベニェ・ド・フロマージュを生放送で実演する。25日、横浜野毛山のレストラン喜多八、センターグリル、伊勢佐木町の桃山グリルなどに弟子たちの近況を視察し、夜には司厨士協会横浜支部長主催の宴会。翌26日、午後6時からホテルニューグランドにてサヨナラパーティーが開催され、全国の司厨士協同会などから記念品が贈呈され、ワイルの日本での働き、功績を称える宴は盛大に行われた。
10月29日午後11時、ワイルは日本に到着した時と同じく笑顔で飛行機に搭乗すると、荷物を機内に置くなり再び姿を現し、離陸直前まで日本の関係者との別れを惜しみ、大歓声とともにスイスへと帰っていった。

## 海外留学の橋渡し ～スイス・パパとして～
これら弟子達やホテルの寄付による日本各地での歓迎ぶりに感激したワイルは、終戦後、日本人が敗戦国民として個人的な海外渡航が厳しく制限されていた時代、自らが窓口となって日本人コックの西欧留学の道を作ることで日本の西洋料理界の発展に寄与していく事となる。日本側では、ニューグランド時代にワイルの補佐を務めた副料理長の荒田勇作が窓口となり、国際調理技術協会を結成してワイルのもとに日本人コックを送り出し、ワイルがヨーロッパでの受け入れレストランを用意することで、日本人コックの海外修行が実現した。ここでのワイルの最大の功績は、受け入れ先のレストランに研修生（スタジエール）ではなく、給与の出る料理人として雇う了承を取り付けたことにある。住み込みで月給350スイスフラン、日本円にして35,000円という好待遇ばかりでなく、研修生という形ではなく正式な従業員として働いていた実績が作れ、健康保険証や労働証明書（セルティフィカ）を得て、他の調理師などと同様に欧州各地のレストランへと転籍することも可能になった。
ここから何人もの日本人コックが渡欧することになるが、修行先のホテル・レストランにおいて、ワイルが紹介した日本人コック達の評判が良かったため、ワイルの仲介で、国際調理技術協会はヨーロッパ十六カ国司厨士連盟への加入が認められ、これ以降、日本人コックの西欧修行が容易になり、「スイス司厨士派遣団」としてスイスホテル協会を受け入れ先に、多くのコックが渡欧した。そこでワイルは、到着した日本の若い料理人のヨーロッパ留学の世話をし、「スイス・パパ」として慕われた。こうして海外修行を終えたコック達が1970年代に帰国して、日本にフレンチブームを巻き起こすことになる。このルートで渡欧した代表的なシェフとしては、加藤信（帝国ホテル製菓部長）、井上旭（『シェ・イノ』）、今井克宏（『三鞍の山荘』）、大庭巌（ホテルオークラ料理長）、東敬司（『シェ・アズマ』）など、いずれも現在のフランス料理界を代表するシェフである。

## 晩年
帰国してからの本国スイスでのワイルは、万国料理展示会の審査員を務めるなど一定の評価を得はするものの、帰国した時点ですでに50歳を過ぎており、料理人としての成功を得ることは叶わなかった。これには奇しくもヨーロッパのフランス料理はヌーベル・キュイジーヌの台頭による転換期に差し掛かっており、エスコフィエ式の料理が時代遅れになりつつあったことも影響している。帰国してからはバーゼルにある食材会社に営業として勤務し、スタウブという名の女性と籍は入れず同棲生活を送っていたが、日本で得た収入は家族への仕送りやホテルの買収、またイスラエル建国に際しての献金として消費され、アパートで過ごす二人の生活は慎ましいものであった。晩年は日本の西洋料理界の発展に寄与した功績が評価され、1973年に勲五等瑞宝章の授賞式への招待や、1975年にホテルニューグランド創立50周年を記念しての社史編纂への協力を依頼されるなど、来日を打診されることがあったが、病気の治療や体力の衰えから、再びの来日は叶うことなく、1976年、癌でベルンのセイントアナ病院で亡くなり、亡骸はベルン郊外のユダヤ人共同墓地に埋葬された。ここには、ワイルに最も可愛がられた弟子の一人である馬場久が一度訪ねている。

## ワイルの下で働いていた料理人
- 馬場久 - 関東大震災で当時勤めていた中央亭を追われ、仙台の弥生軒で料理人を続けていたところ、横浜に外国人シェフが起用されるという話を聞きつけニューグランドの門を叩く[29]。後に日活国際ホテルの調理長となり、1964年の東京オリンピックでは全国から集まった500名からなる選手村の総料理長を務めた[30]。
- 内海藤太郎 - 横浜オリエンタルホテルで修業し、40代で帝国ホテル総料理長を務める。53歳の時にホテルニューグランド初代会長、井坂孝によりホテルニューグランド初代スーシェフとして日本人の責任者を務める。
- 入江茂忠 - 戦後になってニューグランドの二代目総料理長をおよそ半世紀にわたって務める。
- 小野正吉 - 1936年、東京ニューグランド入社。後にホテルオークラの総料理長となり、帝国ホテルの村上信夫と共に1970年代から90年代の日本におけるフランス料理界の牽引役と評価される[31]。
- 木沢武男 - プリンスホテル系のホテル全体の総料理長となる
- 本堂正巳 - 札幌パークホテルの料理長となる
- 渡仲豊一郎 - 銀座『みかわや』店主
- 平田醇 - 銀座『エスコフィエ』の店主
- 大谷長吉 - 東京都文京区春日にサリー・ワイルのニューグランド時代のあだ名であるフランス菓子専門店"エスワイル"（S. Weil）を開く。この店からは、帝国ホテルの製菓部長となる加藤信（二葉製菓学校校長）をはじめ、横溝春雄（『リリエンベルグ』）、吉国奈緒美（『ボンヴィボン』）など、多くの名菓子職人を輩出した。